# Prionospio thalanji
Prionospio thalanji är en ringmaskart som beskrevs av Wilson och Humphreys 200. Prionospio thalanji ingår i släktet Prionospio och familjen Spionidae. Inga underarter finns listade i Catalogue of Life.